# Bikácfalva
Bikácfalva falu Romániában, Máramaros megyében.

## Fekvése
Máramaros megyében, a Bükk-hegységben, a Bikácza patak forrásánál, Hadadnádasd és Somfalu között fekvő település.

## Története
Bikácfalva nevét az oklevelek 1424-ben említették először Bekácza, Bykazfalwa néven.
A település a Kusalyi Jakcs család birtoka volt. 1461-ben Kusalyi Jakcs János Bélteki Drágfi Miklósnak zálogosította el. 1495-ben Kusalyi Jakcs Ferenc a birtokot átadta Drágfi Bertalan erdélyi vajdának és fiainak Imrének, Györgynek és Jánosnak. 1533-ban Jakcsi Mihály pereskedett a birtokért Drágfi Dénessel, később a birtokot neki is ítélték. 1557-ben Kusalyi Jakcs Mihály fiai; Boldizsár, Mihály és András tiltakoztak az ellen, hogy Bikácfalva felét I. János király és Izabella királyné bátori (ecsedi) Báthori Györgynek és nejének somlyói Báthory Annának és fiuknak Istvánnak adományozza. 1569-ben János Zsigmond király e részbirtokot Rátóti Gyulafi Lászlónak adományozta, majd később Báthori György hűtlensége miatt szállt a kincstárra.
1671-ben néhai Barcsai Zsigmondné bikáczai javait Kapi György, balassagyarmati gróf Balassa Imréné Barcsai Judit és Bethlen Farkasné Ostrosits Borbála között megosztották. 1676-ban a szilágycsehi várhoz tartozó jobbágyok összeírásakor e részbirtokban 5 jobbágy és egy puszta jobbágytelek volt. Az 1797. évi összeírásokor főbb birtokosok voltak itt gróf Gyulai József, báró Bornemisza József és Bethlen Sámuel.
1890-ben 819 lakosából 756 oláh, 54 német, 7 magyar, 2 egyéb nyelvű volt. Ebből görögkatolikus 681, görögkeleti 77, izraelita 53, római katolikus 5, református 3 fő volt. A település házainak száma 167 volt.
A trianoni békeszerződés előtt Bikácfalva Szilágy vármegye Szilágycsehi járásához tartozott.

## Nevezetességek
- Ortodox fatemploma 1770-ben épült. Az egyház anyakönyvét 1824-től vezetik.